# Bête immonde

Affiche de recrutement éditée en 1917 par Harry Ryle Hopps représentant l'Allemagne en tant que gorille envahissant les États-Unis après avoir conquis l'Europe.

La locution « bête immonde » est une métaphore souvent utilisée pour désigner le nazisme, le fascisme, le racisme, l'antisémitisme ou d'autres idéologies associées à l'extrême droite,,. 

## Source de l'expression
On attribue l'origine de l'expression « bête immonde » à une réplique de l'épilogue de la pièce La Résistible Ascension d'Arturo Ui (satire de l'ascension d'Adolf Hitler) écrite par Bertolt Brecht en 1941 :

« Le ventre est encore fécond d'où a surgi la bête immonde. »

Le texte original de Brecht (en allemand : « Der Schoß ist fruchtbar noch, aus dem das kroch » ; littéralement :  « Le ventre est encore fécond d'où c'est sorti en rampant ») n'utilise pas cette métaphore : le nazisme, en l'espèce, est seulement désigné par le pronom neutre allemand « das », signifiant « ça, cela ». La métaphore fut introduite par le traducteur américain Hoffman Reynold Hays dans la traduction de la pièce qu'il effectue en huit jours en 1941, alors que Brecht, immigré aux États-Unis, tente, sans succès, de faire monter sa pièce à New York. La formule de Hays : « The womb is still fertile hence arose the foul beast » a été calquée à l'identique dans la traduction française d'Armand Jacob en 1961 .Jean Ruffet traduit par « bête immonde » le terme allemand de « Bestie » dans la Lettre du Harz de Joseph Roth, chronique publiée le 14 décembre 1930 dans le Frankfurter Zeitung :

« De la face énergique du dictateur welche au regard noblement tourné vers le nord et au menton qui fait songer à un casque d'acier renversé, à la figure d'un Adolf Hitler dont les grimaces ont devancé celle de ses électeurs et où chaque partisan peut constater, comme dans un miroir, que tout est déjà là : les Dinter et les Lauff , la bête immonde et son âme, le doré sur tranche et le filet de sang. »

## Influence culturelle
- « Nous sommes la bête qui monte, qui monte… » : formule de Jean-Marie Le Pen à propos de son parti, le Front national, à Compiègne le 3 mars 1984, à quelques mois des élections européennes du 17 juin suivant [6] ;
- La bête immonde est le titre à contre-emploi d'une chanson raciste et antisémite du groupe de rock anticommuniste Ultime Assaut (1991) ;
- La bête immonde est le titre d'une chanson écrite par Claude Lemesle pour Michel Fugain (1995) ;
- Le chanteur Renaud utilise cette expression dans la chanson Elle est facho (album Rouge Sang en 2006) ;
- L'expression « bête immonde » est utilisée par Jean Ferrat dans les chansons J'ai froid et Le bilan (1979) ;
- La bête immonde est le titre d'un spectacle de Dieudonné en 2015 ;
- Il s'agit également du titre d'un film de Jann Halexander, avec Maïk Darah, diffusé dans des festivals en 2011 et sorti en DVD en octobre 2012 ;
- Un livre portant le titre Le ventre est encore fécond, les nouvelles extrêmes droites européennes[7] de Dominique Vidal a été publié chez Libertalia (éditions) en 2012.
- La métaphore est utilisée par Damien Saez dans sa chanson L'enfant de France (album Le Manifeste 2016-2019 : Ni dieu ni maître)[8].
- Elle apparait dans la chanson "personne ne peut savoir" du groupe lyonnais Razes City Plage:
- Elle apparaît également dans la chanson L'équilibre du groupe Therapie Taxi (album Cadavre exquis de 2019)[9].